# Grace Van Dien
Caroline Dorothy Grace "Gracie“ Van Dien, conosciuta come Gracie (Los Angeles, 15 ottobre 1996), è un'attrice statunitense, nota per il ruolo di Chrissy Cunningham in Stranger Things e per essere la protagonista del film Cattive gemelle.
È figlia dell’attore Casper Van Dien, nonché bisnipote di Robert Mitchum.

## Biografia
Grace Van Dien è nata il 15 ottobre 1996 a Los Angeles.
Da piccola frequentava i set con suo padre, che a volte le procurava piccole parti. Il suo primo ruolo è stato nel film Sleeping Beauty, primo film diretto da Casper Van Dien.

### Carriera
Nel 2021 entra nel cast della quarta stagione di Stranger Things insieme a Amybeth McNulty, Myles Truitt e Regina Ting Chen, ricoprendo il ruolo di Chrissy Cunningham, la fidanzata di Jason Carver, nonché la cherleader più popolare della Hawkins High School.

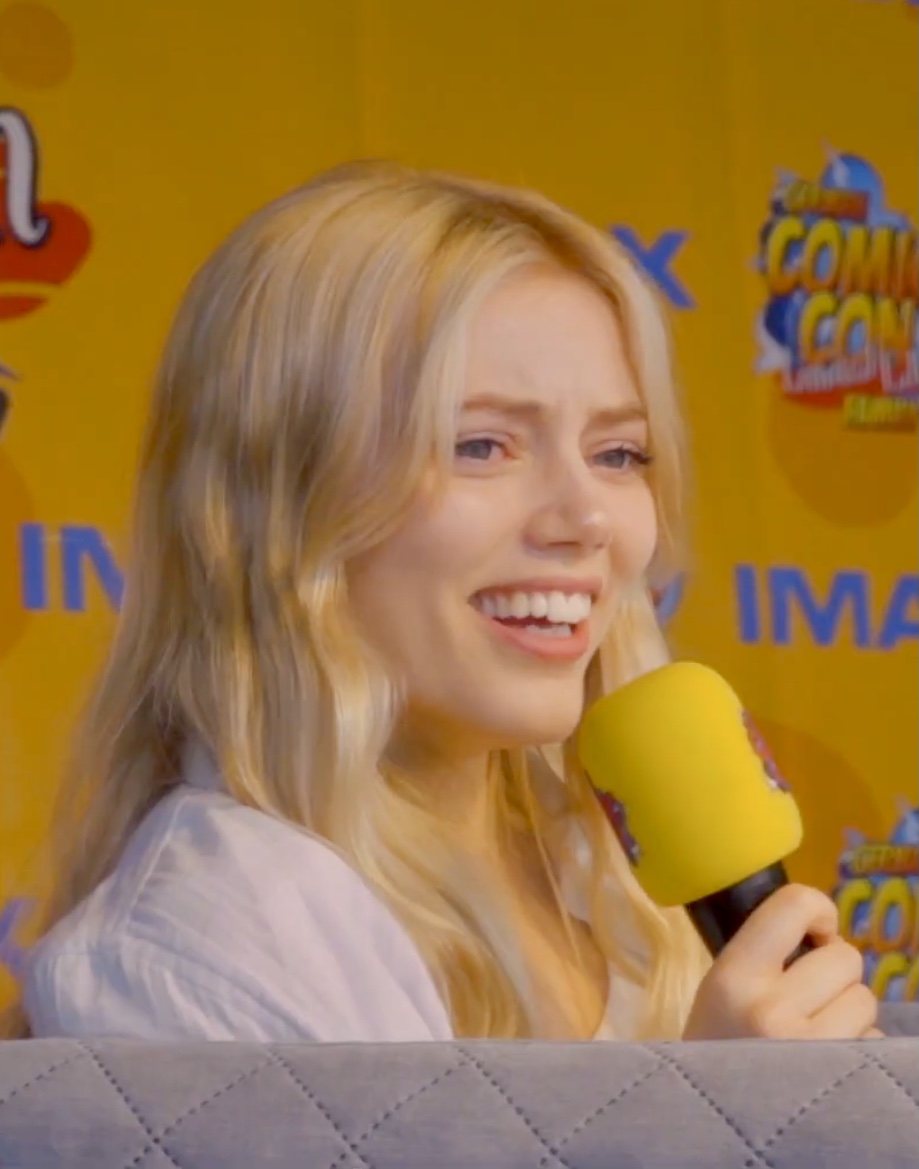
Grace Van Dien al German Comic Con 2022

## Filmografia

### Attrice

#### Cinema
- Sleeping Beauty, regia di Casper Van Dien (2014)

- San Andreas Quake, regia di John Baumgartner (2015)
- Uragano di fuoco (Fire Twister), regia di George Erschbamer (2015)
- Leap, regia di Ezra Kemp (2016)
- Un acquisto da incubo (Storage Locker 181), regia di Casper Van Dien (2016)
- Patient Seven, regia di Danny Draven (2016)
- Cattive gemelle, regia di John Murlowski (2016)
- Awaken the Shadowman, regia di J.S. Wilson (2017)
- Charlie Says, regia di Mary Harron (2018)
- Riding Faith, regia di Paco Aguilar (2020)
- Lady Driver - Veloce come il vento (Lady Driver), regia di Shaun Paul Piccinino (2020)

#### Televisione
- Un bianco Natale per Zeus (The Dog Who Saved Christmas Vacation), regia di Michael Feifer – film TV (2010)
- Tornado F& - La furia del vento (Christmas Twister), regia di Peter Sullivan  –  film TV (2012)
- Code Black – serie TV, 1 episodio (2015)
- Shit Kids, regia di Kyle Dunnigan – film TV (2016)
- Max, regia di Lena Dunham – film TV (2016)
- Il marito che non ho mai conosciuto (Escaping Dad), regia di Ross Kohn – film TV (2017)
- White Famous – serie TV, 2 episodi (2017)
- Greenhouse Academy – serie TV, 25 episodi (2017-2019)
- The Village – serie TV, 2 episodi (2019)
- The Rookie – serie TV, 1 episodio (2019)
- The Binge, regia di Jeremy Garelick – film TV (2020)
- Immoral Compass – serie TV, 1 episodio (2021)
- Stranger Things – serie TV, (2022)

#### Cortometraggi
- Monsters and Muses, regia di Grace Van Dien (2020)

### Regista

#### Cortometraggi
- Monsters and Muses (2020)

## Doppiatrici italiane
Nelle versioni in italiano delle opere in cui ha recitato, Grace Van Dien è stata doppiata da:
- Emanuela Ionica in Cattive gemelle, Lady Driver - Veloce come il vento
- Lucrezia Marricchi in Greenhouse Academy
- Francesca Paolazzo in The Rookie